# Hololepta vulpes
Hololepta vulpes är en skalbaggsart som beskrevs av Sylvain Auguste de Marseul 1870. Hololepta vulpes ingår i släktet Hololepta och familjen stumpbaggar. Inga underarter finns listade i Catalogue of Life.